# صوت امتصاصي
في علم الصوتيات، الأصوات الامتصاصية (بالإنجليزية ingressive sounds) هي الأصوات التي تصدر عن طريق تدفق تيار الهواء إلى داخل المجرى الصوتي عبر الفم أو الأنف. وتنقسم إلى ثلاثة أنواع هي اللسانية الامتصاصية أو الطبقية الامتصاصية (من اللسان والحنك اللين) ، والمزمارية الامتصاصية (من المزمار) ، والرئوية الامتصاصية (من الرئتين).
ونقيض الصوت الامتصاصي هو الصوت الزفيري الذي يتكون فيه تيار الهواء عن طريق دفع الهواء للخارج من خلال الفم أو الأنف. وتعتبر الأصوات الامتصاصية نادرة، بينما غالبية الأصوات في معظم اللغات هي أصوات رئوية وزفيرية.

## حدوثها
توجد الأصوات الامتصاصية في عدة لغات، وعلى الرغم من كونها ظاهرة شائعة إلا أنها ترتبط في كثير من الأحيان باللغات الإسكندنافية. وتنحصر أغلب الكلمات التي تخضع للخطاب الامتصاصي في كلمات ردود الفعل (مثل "نعم" و"لا") أو في كلمات قصيرة جدًا أو بدائية (مثل صرخات الألم أو البكاء)، كما تحدث هذه الظاهرة أحيانًا أثناء العد السريع للحفاظ على تدفق هواء ثابت عبر سلسلة طويلة من الأصوات غير المنقطعة. كما أنها شائع جدًا في أصوات الحيوانات خاصةً الضفادع والكلاب والقطط (الخرخرة).